# Gorączka poporodowa loch
Gorączka poporodowa loch, zespół MMA (łac. mastitis, metritis, agalactica), poporodowa bezmleczność – syndrom chorobowy. W bardzo lekkiej postaci dotyczy niemal wszystkich loch po porodzie, ponieważ choroba ta jest ściśle z nim związana. Według szacunków zespół MMA może dotykać nawet 70% loch.

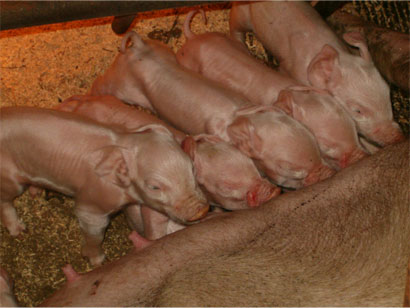

## Przyczyny
Nieprawidłowy przebieg porodu (w szerokim znaczeniu) ma bezpośredni wpływ na wystąpienie, charakter i przebieg gorączki poporodowej. Przyczyn jest wiele, m.in.:
- słaba kondycja albo nadmierne otłuszczenie[1][3],

- błędy w żywieniu — zbyt treściwe i obfite karmienie 2—3 dni przed porodem[1],
- ciężki poród — mechaniczne uszkodzenie dróg rodnych staje się bramą wejścia dla zjadliwych szczepów bakterii[1],
- wtórne zakażenie okołoporodowe — niesterylne narzędzia lub ręka udzielająca pomocy rodzącej[1],
- stres wywołany cesarskim cięciem[1],
- słaba „wrodzona" żywotność prosiąt — brak mechanicznego bodźca do wydzielania mleka[1],
- skłonności dziedziczne[1],
- czynnik zakaźny — zwykle pospolite bakterie względnie chorobotwórcze[1].

## Objawy
Objawy w tej wieloczynnikowej chorobie pod względem liczby, jak i natężeniu występowania są bardzo zróżnicowane. Jest to ściśle uzależnione od zespołu przyczyn, który był dominujący w okresie powstawania choroby. Czasami objawy pojawiają się już podczas porodu, najczęściej 24 do 48h po porodzie.
- bezmleczność (agalakcja) — czasami jest to jedyny objaw[1],
- nadmierna pobudliwość (głównie u pierwiosnek) polegająca na atakowaniu, a nawet próbie zjedzenia własnego potomstwa. Związane z bardzo silnymi bólami poporodowymi występującymi po porodzie[1],
- nadmierna apatia objawiająca się ciągłym leżeniem na brzuchu (locha chowa wymię przed prosiętami, bo nie ma mleka)[1],
- całkowity brak zainteresowania potomstwem (patologiczna obojętność nawet na kwik prosiaka)[1],
- różnego charakteru dość obfity ropny wysięk z dróg rodnych (metritis)[1],
- czasami objawami zespołu MMA są klasyczne objawy zapalenia gruczołu mlekowego (mastitis) takie jak agalakcja — bezmleczność albo dysgalakcja — ograniczone wydzielanie mleka, zaczerwienienie i twardość sutków, duża bolesność dotykowa[1],
- brak apetytu, zaparcia.

Schorzenie może mieć przebieg: bardzo ciężki — postać toksyczną granicząca z posoczniczą, temperatura powyżej 41 °C; przebieg średnio ciężki — również postać toksyczną, ale o łagodniejszym przebiegu, temperatura do 40,5 °C; postać łagodną — nie toksyczną, temperatura 39,2—39,6 °C, dysgalakcja. W każdej postaci przebiegu gorączki poporodowej potrzebna jest profesjonalna interwencja lekarza weterynarii.

## Leczenie
Leczenie musi być kompleksowe, jest trudne, wymaga umiejętności i wyczucia od lekarza. W pierwszej kolejności:
- syntetyczny hormon mlekopędny[1],
- antybiotyk o szerokim spektrum działania; w postaci ciężkiej – dożylnie[1],
- leki nasercowe, leki uspokajające oraz leki pobudzające perystaltykę jelit[1].

## Zapobieganie
Z powodu szerokiego spektrum przyczyn, zapobieganie tej chorobie nie jest łatwe:
- unikanie wysokobiałkowego i obfitego karmienia w ostatnich 3 dniach przed porodem — należy podawać same płyny (kwaszone mleko, serwatka)[1],
- zapewnienie ruchu wysokoprośnym lochom bez względu na porę roku[1],
- niedopuszczenie do przeprowadzenia porodu przez nie niefachowy personel[1],
- podawanie w ostatnim tygodniu ciąży 50—100 gramów soli gorzkiej lub glauberskiej[1],
- u loch z predyspozycją do komplikacji poporodowych można zastosować na 4—5 dni przed porodem 2—3 tabletki Laxigenu, Alaksu lub innego ziołowego środka przeczyszczającego[1].

## Rokowanie
Locha po trwającym 2—3 dni leczeniu dochodzi przeważnie do kondycji, jednak pozbawione pokarmu matki prosięta masowo padają z głodu.

## Pokarm zastępczy
W celu obniżenia strat wśród osesków wykorzystuje się pokarm zastępczy.
Receptura I: 1/2 l pełnego mleka krowiego, 1/2 l kleiku owsianego, 2 łyżeczki śmietany, 1 łyżeczka wody wapiennej, 30 gramów cukru, 1/2 łyżeczki soli kuchennej, składniki należy zagotować, następnie dodaje się jedno kurze żółtko i podaje się oseskom.
Receptura II: (szeroko zalecana i stosowana) 2 łyżeczki śmietany, 2 łyżeczki glukozy, 2 żółtka, 1/2 łyżeczki soli kuchennej, lek przeciwbiegunkowy (jedna tabletka Sulfaguadininy na jedno prosię), 1 łyżeczka soku cytrynowego (lub dwie tabletki witaminy C).
Pokarm zastępczy należny podawać zawsze świeżo sporządzony w czystych naczyniach. Podaje się oseskom co 3—3,5 godziny w ilości 50 ml na sztukę. W miarę wzrostu prosiąt dawkę zwiesza się a częstość dobowych karmień ogranicza z początkowych 6—7 do 4.